# دمیترو-تیتوو
دمیترو-تیتوو (به لاتین: Dmitro-Titovo) یک منطقهٔ مسکونی در روسیه است که در سرزمین آلتای واقع شده‌است.